# Великий Гетсбі (фільм, 2000)
«Великий Гетсбі» (англ. The Great Gatsby) — телефільмова адаптація 2000 року однойменного роману Френсіса Скотта Фіцджеральда.
Телефільм було знято за співпраці A&E Cable Network (Сполучені Штати) і Granada Productions (Велика Британія). Великого Гетсбі зрежисовано Робертом Марковіцем на основі телеспектаклю Джона Маклафліна. Музика до фільму написана Карлом Девісом, оператор Гі Дюфо.
У фільмі знялись Тобі Стівенс, Міра Сорвіно, Пол Радд, Мартін Донован.
Цей фільм став четвертою екранізацією роману «Великий Гетсбі».

## У ролях
- Тобі Стівенс — Джей Гетсбі
- Міра Сорвіно — Дейзі Б'юкенен[en]
- Пол Радд — Нік Керравей
- Мартін Донован[en] — Том Б'юкенен
- Френсі Свіфт[en] — Джордан Бейкер
- Гізер Гонденхерш[en] — Міртл Вілсон
- Метт Маллой[en] — Юінг Кліпспрінгер
- Білл Кемп — Вілсон